# Hans Wigzell
Hans Lennart Rudolf Wigzell, född 28 oktober 1938 i Stockholm, är en svensk läkare och professor emeritus i immunologi som tidigare var chef för Statens Bakteriologiska laboratorium (SBL)/Smittskyddsinstitutet (SMI) och därefter rektor för Karolinska Institutet (KI).
Wigzell tog studentexamen 1957 och påbörjade samma år medicinstudier vid Karolinska institutet. Samtidigt med studierna började han forska hos Georg och Eva Klein på KI:s tumörbiologiska institution. Efter att åren 1961 till 1963 ha forskat i England återkom Wigzell till KI. Han blev medicine licentiat 1967 och samma år medicine doktor på doktorsavhandlingen Studies on some factors regulating antibody synthesis. 1972 utsågs han till professor i immunologi vid Uppsala universitet och 1982 återkom han till KI som professor. Från 1988 till 1993 var han chef för Statens Bakteriologiska Laboratorium (SBL) och ledde dess avveckling samt inrättandet av Smittskyddsinstitutet (SMI), där han kvarstod som chef till 1995 då han efterträddes av professor Erik Nordenfelt.
Från 1995 till 2003 var Wigzell rektor för Karolinska Institutet. Han efterträddes av Harriet Wallberg-Henriksson.
Wigzell är ledamot av Kungliga Vetenskapsakademien och Kungliga Ingenjörsvetenskapsakademien. Under några år från 1987 var han ledamot av Karolinska Institutets Nobelkommitté. Sedan 2000 är han utländsk ledamot av Finska Vetenskaps-Societeten. År 2003 utnämndes han till hedersdoktor vid Åbo universitet.
Hans Wigzell är gift med Kerstin Wigzell, född Largell, med vilken han har bland andra dottern Olivia Wigzell.

## Priser och utmärkelser
- 2009 - Kungliga Ingenjörsvetenskapsakademiends guldmedalj[12]
- 2010 - SNITTS (Swedish Network for Innovation and Technology Transfer Support) Diamantpris[8]